# Ewelinów (powiat kielecki)
Ewelinów – wieś w Polsce położona w województwie świętokrzyskim, w powiecie kieleckim, w gminie Łopuszno.
| SIMC    | Nazwa         | Rodzaj                  |
| ------- | ------------- | ----------------------- |
| 0248444 | Nowa Skałka   | przysiółek              |
| 0992734 | Pod Lasocinem | część wsi               |
| 0248450 | Skałka Polska | przysiółek (do 2023 r.) |

W latach 1975–1998 miejscowość administracyjnie należała do województwa kieleckiego.
W Ewelinowie znajduje się mogiła powstańców z 1863 r., wpisana do rejestru zabytków nieruchomych (nr rej.: A.411 z 6.10.1992).
Około 1 km na północny wschód od miejscowości leży rezerwat przyrody Ewelinów.
Wierni Kościoła rzymskokatolickiego należą do parafii Wniebowzięcia Najświętszej Maryi Panny i św. Tekli w Mninie.